# Shin So-jung
Shin So-jung (koreanska: 신소정), född 4 mars 1990 i Seoul, är en sydkoreansk ishockeymålvakt som spelar för Ice Beat i KWHL och för Sydkoreas damlandslag i ishockey.
Shin började spela hockey när hon var tio år och har spelat för det sydkoreanska landslaget sedan 2004. 2013 flyttade hon till Kanada för att studera vid St. Francis Xavier University och spela för universitetslaget X-Women i Atlantic University Conference.
Efter att ha avslutat sina studier blev Shin i juli 2016 den första kvinnliga ishockeyspelaren från Sydkorea som blivit professionell när hon skrev ett ettårskontrakt med New York Riveters i NWHL 2016.

## Klubbar
- St. Francis Xavier X-Women (2013/14-2015-16)
- New York Riveters (2016/2017)
- Ice Beat (2017/2018- )